# Orasema uichancoi
Orasema uichancoi är en stekelart som först beskrevs av Ishii 1932.  Orasema uichancoi ingår i släktet Orasema och familjen Eucharitidae. Inga underarter finns listade i Catalogue of Life.